# Pseudovates hyalostigma
Pseudovates hyalostigma är en bönsyrseart som beskrevs av Cândido Firmino de Mello-Leitão 1937. 
Pseudovates hyalostigma ingår i släktet Pseudovates och familjen Mantidae. Inga underarter finns listade i Catalogue of Life.